# Hyundai HR
O Hyundai HR é uma camionete da empresa automobilística sul-coreana Hyundai. A montagem dos CKDs importados é feita na fábrica da empresa em Anápolis (Goiás).